# Johan Le Bon
Johan Le Bon (Lannion, 3 oktober 1990) is een Frans wielrenner die in 2023 voor het clubteam UC Briochine-Bleu Mercure uitkomt.

## Overwinningen
2008
 Wereldkampioen op de weg, Junioren
 Europees kampioen op de weg, Junioren
2009
Eindklassement Coupe des Nations Ville Saguenay
2010
3e etappe Coupe des Nations Ville Saguenay
3e etappe Kreiz Breizh Elites
Eindklassement Kreiz Breizh Elites
2011
 Frans kampioen tijdrijden, Beloften
Bergklassement Ronde van Picardië
2012
2e etappe Ronde van Thüringen
2015
5e etappe Eneco Tour
2017
Proloog en 1e etappe Boucles de la Mayenne
Proloog Ronde van de Ain
2020
Malaysian International Classic Race
2021
2e etappe Kreiz Breizh Elites
2022
2e en 7e etappe Ronde van Bretagne
Eindklassement Ronde van Bretagne

## Resultaten in voornaamste wedstrijden
| Jaar | Ronde van Italië | Ronde van Frankrijk | Ronde van Spanje |
| ---- | ---------------- | ------------------- | ---------------- |
| 2011 |                  |                     |                  |
| 2012 |                  |                     |                  |
| 2013 | 115e             |                     |                  |
| 2014 | 89e              |                     | 79e              |
| 2015 |                  |                     |                  |
| 2016 |                  |                     | opgave           |
| 2017 |                  |                     | opgave           |
| 2018 |                  |                     |                  |
| 2019 |                  |                     |                  |
| 2020 |                  |                     |                  |

| Jaar | Milaan-San Remo | Gent-Wevelgem | Ronde van Vlaanderen | Parijs-Roubaix | Parijs-Tours |  | Wereldranglijsten |
| ---- | --------------- | ------------- | -------------------- | -------------- | ------------ |  | ----------------- |
| 2011 |                 |               |                      | opgave         |              |  |                   |
| 2012 |                 |               |                      | 44e            |              |  |                   |
| 2013 |                 |               | opgave               | 26e            |              |  |                   |
| 2014 | 82e             |               | opgave               | opgave         |              |  |                   |
| 2015 | 145e            | opgave        |                      |                | opgave       |  | 165e (UWT)        |
| 2016 |                 | opgave        | opgave               | 83e            |              |  | 198e (UWT)        |
| 2017 |                 |               | opgave               |                |              |  |                   |
| 2018 |                 | opgave        | opgave               |                | 83e          |  |                   |
| 2019 |                 |               |                      |                |              |  |                   |
| 2020 |                 |               |                      |                | 44e          |  |                   |

## Ploegen
2009 –  Bretagne-Schuller (vanaf 1 juli)
2010 –  Bretagne-Schuller
2011 –  Bretagne-Schuller
2012 –  Bretagne-Schuller
2013 –  FDJ.fr 
2014 –  FDJ.fr
2015 –  FDJ
2016 –  FDJ
2017 –  FDJ
2018 –  Vital Concept Cycling Club
2019 –  Vital Concept-B&B Hotels
2020 -  B&B Hotels-Vital Concept p/b KTM
2021 -  Cambodia Cycling Academy (tot en met maart)
2022 -  Dinan Sport Cycling
2023 -  UC Briochine-Bleu Mercure
1. ↑  Tot eind juni heette de ploeg FDJ, daarna werd de naam veranderd.

Bideau · Bonsergent · Champion · Dalibard · Delpech · Duret · Hartmann · Jégou · Jouanno · Le Bon · Lebreton · Lelarge · Malacarne · Monnerais · Pivois · Rault · Halleguen (stagiair)
Bideau · Bonsergent · Delpech · Duret · Gonzalo · Guillou · Halleguen · Hardy · Jégou · Jouanno · Le Bon · Lelarge · Malacarne · Pichon · Vachon
Berthou · Bideau · Blot · Bonsergent · Calzati · Delpech · Dion · Duret · Fonseca · Guillou · Halleguen · Hardy · Le Bon · Malacarne · Pichon · Vachon · Barguil (stagiair) · Mallegol (stagiair)
Berthou · Bideau · Blot · Champion · Delpech · Dion · Duret · Fonseca · Guillou · Halleguen · Hardy · Le Bon · Lequatre · Malacarne · Pichon · Vachon
Bonnet ·
Boucher ·
Bouhanni ·
Casar ·
Courteille ·
Delage ·
Démare ·
Elissonde ·
Fédrigo ·
Fischer ·
Geniez ·
Geslin ·
Jeannesson ·
Ladagnous ·
Le Bon ·
Mangel ·
Mourey ·
Offredo ·
Pichon ·
Pineau ·
Pinot ·
Rollin ·
Roux ·
Roy ·
Soupe ·
Vaugrenard ·
Veikkanen ·
Vichot ·
Viennet ·
Guérin (stagiair) ·
Le Gac (stagiair) ·
Poitevin (stagiair) 
Bonnet · Boucher · Bouhanni · Chavanel · Courteille · Delage · Démare · Elissonde · Fédrigo · Fischer · Geniez · Geslin · Jeannesson · Ladagnous · Le Bon · Le Gac · Lecuisinier · Mangel · Mourey · Offredo · Pichon · Pineau · Pinot · Roux · Roy · Soupe · Vaugrenard · Veikkanen · Vichot · Viennet · Manzin (stagiair) · Martin (stagiair) · Sarreau (stagiair)
Bonnet · Boucher · Chavanel · Courteille · Delage · Démare · Elissonde · Fischer · Geniez · Geslin · Jeannesson · Ladagnous · Le Bon · Le Gac · Lecuisinier · Manzin · Morabito · Mourey · Offredo · Pichon · Pineau · Pinot · Reza · Roux · Roy · Sarreau · Vaugrenard · Veikkanen · Vichot · Doubey (stagiair) · Fournier (stagiair) · Gesbert (stagiair)
Bonnet · Chavanel · Courteille · Delage · Démare · Eiking · Elissonde · Fischer · Fournier · Geniez · Hoelgaard · Konovalovas · Ladagnous · Le Bon · Le Gac · Lecuisinier · Maison · Manzin · Morabito · Offredo · Pichon · Pineau · Pinot · Reichenbach · Reza · Roux · Roy · Sarreau · Vaugrenard · Vichot · Doubey (stagiair) · Gaudu (stagiair) · Vincent (stagiair)
Bonnet · Cimolai · Courteille · Delage · Démare · Eiking · Fournier · Gaudu · Guarnieri · Hoelgaard · Konovalovas · Ladagnous · Le Bon · Le Gac · Ludvigsson · Maison · Manzin · Molard · Morabito · Pineau · Pinot · Reichenbach · Reza · Roux · Roy · Sarreau · Vaugrenard · Vichot · Vincent · Armirail (stagiair) · Madouas (stagiair) · Seigle (stagiair)
Bagot · Boeckmans · Coquard · Corbel · Courteille · De Backer · Ermenault · Fournier · Garel · Lammertink · Le Bon · Lecroq · Manzin · Morice · Mottier · Müller · Pacher · Reza · Turgis · Van Genechten